# William Martin Leake
William Martin Leake, född 14 januari 1777 i London, död 6 januari 1860 i Brighton, var en engelsk arkeolog.
Han ägnade sig först åt den militära banan och hade sedan flera diplomatiska uppdrag i Levanten. 1823 tog Leake avsked från krigstjänsten, med överstelöjtnants rang. Han ägnade sig sedan fullständig åt sina vetenskapliga intressen, dels genom nya forskningsresor, dels genom bearbetande och utgivande av sina tidigare rikhaltiga iakttagelser, huvudsakligen rörande det forna Greklands topografi och minnesmärken, men även rörande det samtida Greklands inre förhållanden.

## Verk (urval)
- Topography of Athens (1821)
- Journal of a tour in Asia Minor (1824)
- Travels in the Morea (1830, 3 band)
- Travels in Northern Greece (1835-41, 4 band)
- Numismala hellenica (1854- 59, 3 band)